# IT-ordfører
En IT-ordfører er i Danmark et Folketingsmedlem der for et politisk parti tager sig af emner vedrørende informationsteknologi.
I marts 2016 dannede Folketingets it-politikere et tværpolitisk forum for at skabe "fornyet politisk dagsorden på området".

## Eksterne link
- Opdateret liste over IT-ordførere fra ft.dk